# Estribela

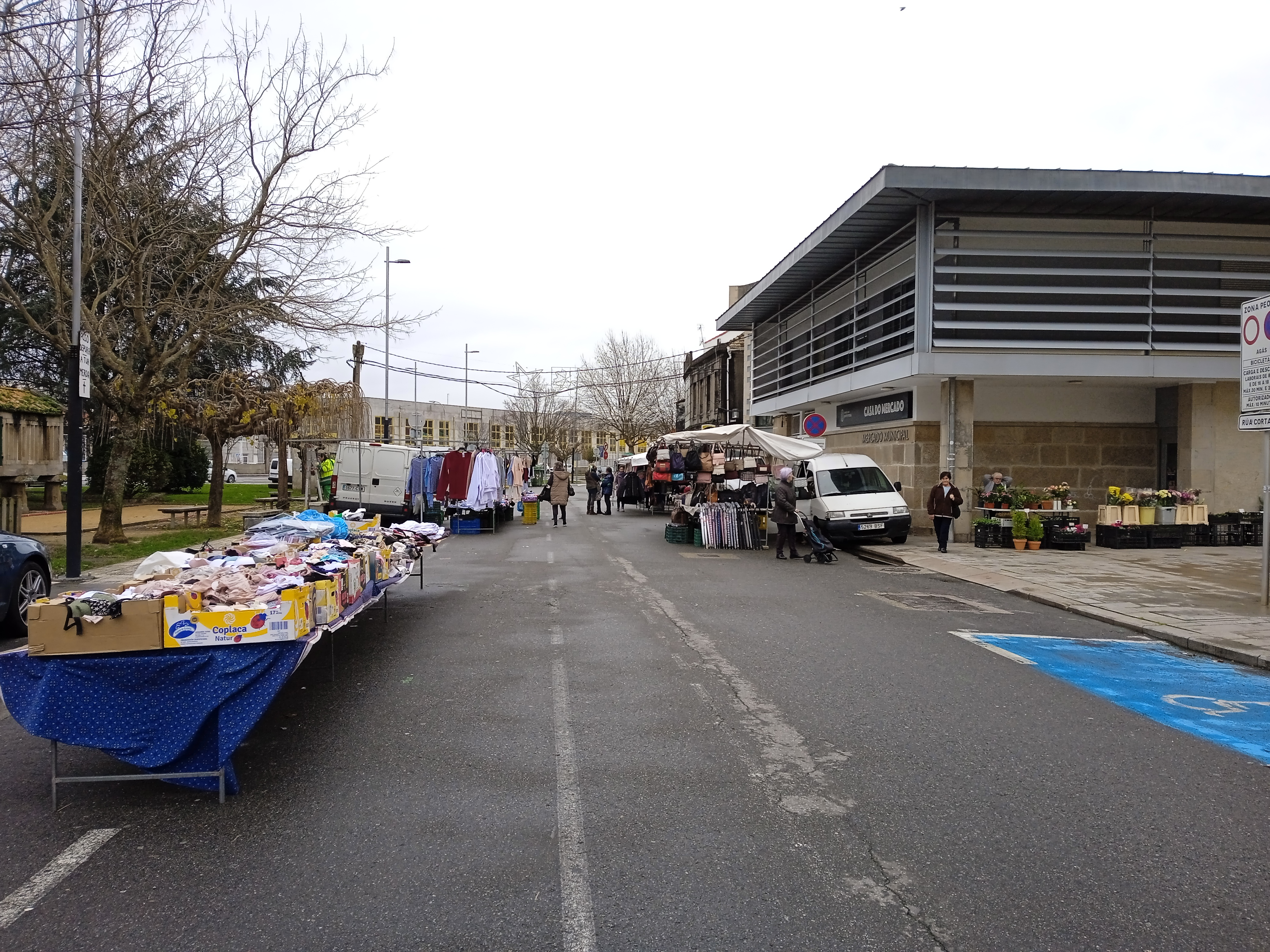
Mercadillo en Estribela.

Estribela es un lugar y barrio marinero de la parroquia de Lourizán en el municipio español de Pontevedra. Según el IGE, en 2022 contaba con 1.122 habitantes (545 hombres y 577 mujeres).

## Localización
El barrio y lugar de Estribela está situado al suroeste de la ciudad de Pontevedra, a 3,5 kilómetros de su casco urbano. Limita al sureste con la localidad pontevedresa de Marín, con la que constituye un continuo urbano.

## Toponimia
El topónimo Estribela proviene de estera-bel-a, que significa "el arroyo oscuro".

## Historia
En el núcleo de Estribela, la mayor parte de la edificación actual se levantó en el siglo XIX y en las primeras décadas del siglo XX. Ya en el siglo XIX se había instalado en la zona una burguesía incipiente, favorecida por la cercanía del puerto, así como una población marinera. De esta época datan las viviendas representativas de ambos grupos: por un lado, casas burguesas de planta media o media-grande, y por otro, viviendas marineras de reducida planta y escasa altura, generalmente de una o dos plantas. En el siglo XX se constituyó el barrio como tal y se construyó la mayor parte de las edificaciones que hoy se conservan, predominando un tipo de edificio urbano de piedra, de dos o tres plantas.

## Urbanismo
Es un barrio marinero con casas típicas de pescadores con una configuración urbanística alargada, fundamentalmente entre la PO-546 y la PO-11. En 1993 entró en vigor una ley que impide la construcción de nuevos edificios en el centro histórico de Estribela y en 2008 se puso en marcha un plan de ayudas para la rehabilitación de viviendas. Debido a esta nueva ley, la población de Estribela creció muy poco.
El barrio está unido urbanísticamente con el lugar de Placeres y el municipio de Marín. La población combinada con la localidad de Placeres es de 1.686 habitantes.

## Comunicaciones
Por este barrio pasan las carreteras PO-11, PO-546 y PO-12.